# Hollywood Bowl

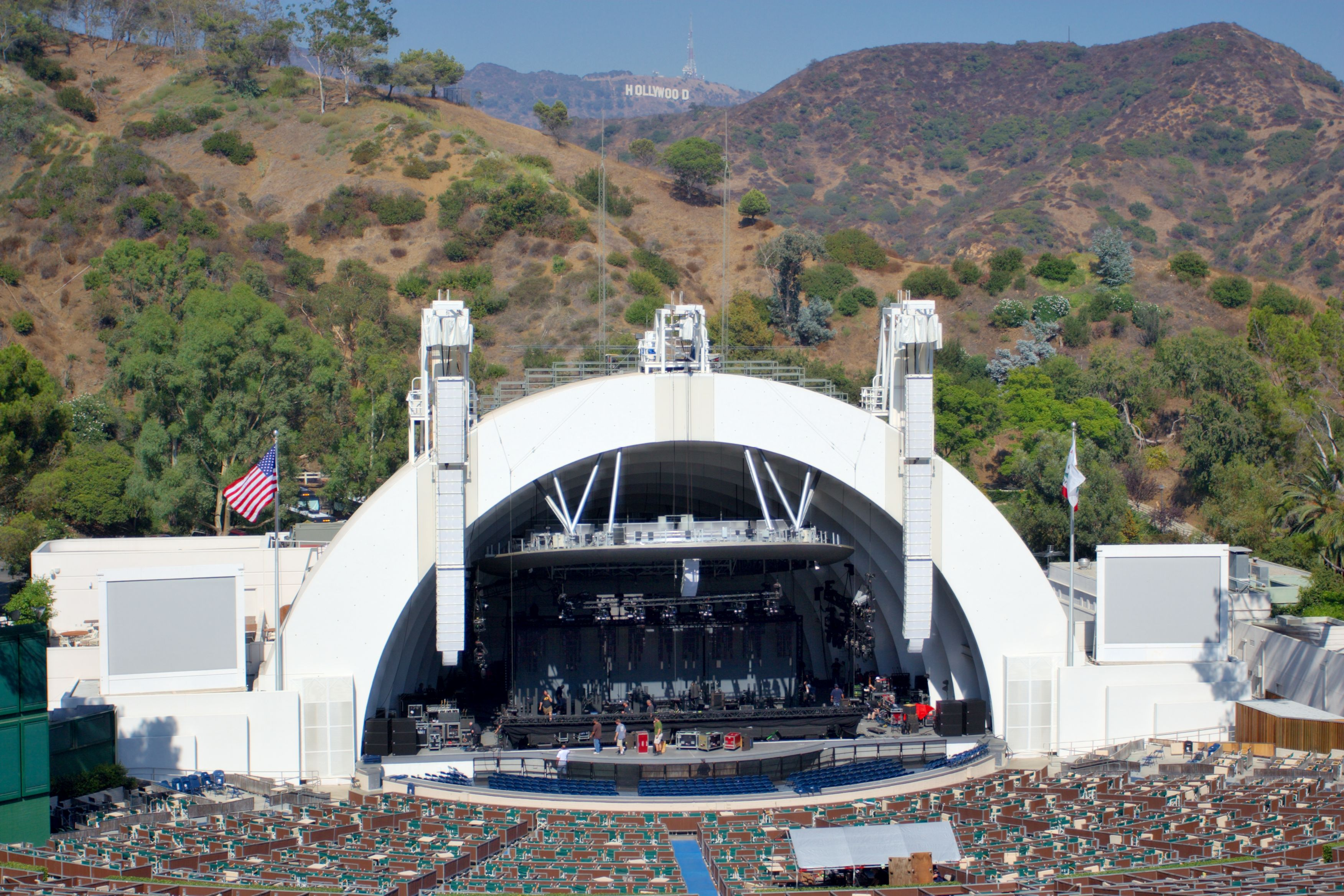
Hollywood Bowl.

Hollywood Bowl är en stor utomhusscen belägen i Hollywood, Los Angeles, Kalifornien.
Scenen öppnades så tidigt som 1922.